# 44
Aquesta pàgina és per a l'any. Per al nombre, vegeu quaranta-quatre.

## Esdeveniments

### Llocs
Imperi Romà
- Claudi retorna de Britànnia després de la seva conquesta.
- La Mauretània esdevé una província romana.
- L'illa de Rodes retorna a l'Imperi Romà.
- Judea passa a ser controlada pels governadors romans a causa de la mort d'Herodes I Agripa.
- Cuspi Fade, Governadoer de Judea fa caure la revolta de Teudes, que va ser decapitat.
- Pomponi Mela, geògraf gadità, escriu De Chorographia, el primer tractat geogràfic escrit en llatí.

### Temàtiques
Ciència
- El geògraf Pomponi Mela escriu De situ orbis libri (data probable).

## Necrològiques
- Sant Jaume el Major (martirilogi)
- Herodes I Agripa
- Claudia Julia (filla de Drus el Jove)
- Wu Han, general de la Dinastia Han